# Roald Poulsen
Roald Poulsen (Odense, 28 novembre 1950 – 16 ottobre 2024) è stato un allenatore di calcio danese.

## Carriera
Vinse il titolo danese nel 1989 con l'Odense.

## Palmarès

### Allenatore

#### Competizioni nazionali
- Campionato danese: 1

Odense: 1989
- Coppa di Danimarca: 1

Odense: 1990-1991
- Emir of Qatar Cup: 1

Al-Rayyan: 1999